# Hydrolithaceae
Hydrolithaceae, porodica crvenih algi, dio reda Corallinales. Postoji dvadesetak vrsta unutar tri roda koji čine zasebnu i jedinu potporodicu

## Rodovi
1. Adeylithon V.Peña, L.Le Gall & J.C.Braga
2. Fosliella M.Howe
3. Hydrolithon (Foslie) Foslie